# Long March Launch Vehicle Technology
Long March Launch Vehicle Technology (chinois simplifié : 长征火箭技术股份有限公司 ; chinois traditionnel : 長征火箭技術股份有限公司 ; pinyin : Chángzhēng huǒjiàn jìshù gǔfèn yǒuxiàngōngsī) est une entreprise chinoise de l'aérospatiale et de la défense.
Elle portait auparavant le nom  de « Wuhan Cable Co ».